# Programozási eszközök
A programozási eszköz vagy szoftverfejlesztői eszköz olyan számítógépes program, amelyet egy másik számítógépes program fejlesztésére használnak, általában azzal a céllal, hogy a fejlesztő könnyebben kezelje a számítógépes fájlokat. Például egy programozó használhat forráskódszerkesztőt a forráskódfájlok szerkesztéséhez, majd egy fordítót (compilert), amely a forráskódot gépi kódú fájlokká alakítja. Emellett alkalmazhatnak build eszközöket is, amelyek automatikusan csomagolják az elkészült futtatható programokat és adatfájlokat megosztható csomagokká vagy telepítőkészletekké.
Amikor több eszközt egymás után futtatnak úgy, hogy mindegyik a kimenetét a következőnek továbbítja, azt eszközláncnak (toolchain) hívjuk. Az integrált fejlesztőkörnyezet (IDE) több eszköz működését egyesíti egyetlen programban. Egy IDE jellemzően rendelkezik forráskódszerkesztővel, és további beépített vagy bővíthető (plug-in) eszközökkel támogatja a fordítást, a hibakeresést és a tesztelést.
Szubjektív megítélés kérdése lehet, hogy egy programot fejlesztői eszköznek tekintünk-e. Vannak programok, mint például a GNU fordítócsomag, amelyeket kimondottan szoftverfejlesztésre használnak, másokat viszont, mint a Jegyzettömböt, bár nem erre a célra készültek, mégis gyakran alkalmaznak programozási feladatokra

## Eszközök listája
A szoftveres eszközök számos formában elérhetők:
- Assembler (assembler fordító) –  az assembly nyelvet gépi kódra fordítja
- Hibakövető rendszer (bug tracking system) – Olyan szoftveralkalmazás, amely a szoftverhibákat rögzíti
- Build automatizáció (build automation) – A szoftver automatikus, felügyelet nélküli felépítése
- Kódfelülvizsgáló szoftver (code review software) – Egy vagy több fejlesztő átnézi a program forráskódját
- Fordítóprogram (compiler) – Olyan számítógépes program, amely az egyik programozási nyelvről egy másikra fordítja a kódot
- Fordító-fordító (compiler-compiler) – Parser generátor: elemzők vagy fordítók generálására szolgáló program
- Hibakereső (debugger) – Más programok tesztelésére és hibakeresésére használt szoftver
- Visszafordító (decompiler) – Végrehajtható állományból forráskódot generáló program
- Disassembler (disassembler) – A gépi kódot assembly nyelvre visszafordító program
- Dokumentáció-generátor (documentation generator) – A szoftverdokumentáció automatikus előállítását támogató technológia
- Grafikus felhasználói felület szerkesztő (graphical user interface builder) – Szoftverfejlesztői eszköz
- Linker (linker, összekapcsoló) – Köztes állományokat végrehajthatóvá összekapcsoló program
- Memóriahibakereső (memory debugger) – Memóriával kapcsolatos szoftverhibákat feltáró eszköz
- Minifikáló (minifier) – Fölösleges karakterek eltávolítása a kódból a működés megváltoztatása nélkül
- Pretty-printer (pretty-printer, kódformázó) – Kód vagy leíró nyelv olvashatóbbá tétele, formázása
- Teljesítményprofilozás (performance profiler) – Egy adott kódrészlet futási idejének vagy erőforrás-használatának mérése
- Statikus kódelemző (static code analyzer) – Programok elemzése végrehajtás nélkül
- Forráskódszerkesztő (source code editor) – Kifejezetten programkód szerkesztésére szolgáló szövegszerkesztő
- Forráskód-generálás (source code generation) – Programozás egy speciális fajtája (automatikus kódgenerálás)
- Verziókövető rendszer (version control system) – Fájlok verzióinak tárolására és követésére szolgáló rendszer

## Lásd még
- Hívásgráf (Call graph) – A programokban a függvényhívások szerkezetének ábrázolása
- Integrált fejlesztőkörnyezetek összehasonlítása – Jelentősebb IDE-csomagok áttekintése
- Számítógéppel támogatott szoftverfejlesztés (CASE) – A szoftverfejlesztő eszközök egy speciális területe
- Git – Elosztott verziókezelő rendszer
- GitHub – Szoftverfejlesztői együttműködési platform
- Lint – Hibás vagy rossz minőségű kódot kereső eszköz
- Szoftvermérnöki témák listája – Áttekintés és tematika a szoftvermérnökség területéről
- Egységtesztelési keretrendszerek listája
- Kézi memória-kezelés (Manual memory management) – Memóriakezelési módszerek
- Memóriaszivárgás (Memory leak) – Ha egy program nem szabadítja fel a már nem szükséges memóriát
- Visszafejtés (Reverse-engineering) – Tervezési információ visszanyerése programból vagy eszközből
- Revision Control System – Verziókezelő rendszer
- Szoftverfejlesztői készlet (SDK, Software development kit) – Szoftverfejlesztő eszközök gyűjteménye
- Szoftvermérnökség (Software engineering) – Mérnöki megközelítés a szoftverfejlesztéshez
- SourceForge – Szoftvermegosztó és -tárhely platform
- SWIG – Nyílt forráskódú programozói eszköz
- Felhasználói innovációs eszközkészletek (Toolkits for User Innovation) – Tervezési módszer
- Valgrind – Programozási eszköz profilozásra, memóriahibák és szivárgások felderítésére

## Fordítás
Ez a szócikk részben vagy egészben  a   Programming tool című angol Wikipédia-szócikk fordításán alapul.  Az eredeti cikk szerkesztőit annak laptörténete sorolja fel. Ez a jelzés csupán a megfogalmazás eredetét és a szerzői jogokat jelzi, nem szolgál a cikkben szereplő információk forrásmegjelöléseként.